# Salto em grandes alturas no Campeonato Mundial de Esportes Aquáticos de 2023 - Masculino

A competição masculina de salto em grandes alturas no Campeonato Mundial de Esportes Aquáticos de 2023 fora realizada nos dias 25 e 27 de julho de 2023 no Fukuoka Prefectural Pool em Fukuoka, no Japão.  Ao todo, 23 participantes de 15 Comitês Olímpicos Nacionais estavam previstos para competirem.

## Cronograma
Todos os horários estão na Hora Legal Japonesa (UTC+09).
| Data        | Hora  | Evento     |
| ----------- | ----- | ---------- |
| 26 de julho | 14:00 | Rodada 1-2 |
| 27 de julho | 12:55 | Rodada 3-4 |

## Medalhistas
| Ouro                          | Prata                   | Bronze             |
| Constantin Popovici · Roménia | Cătălin Preda · Roménia | Gary Hunt · França |

## Resultados
As duas primeiras rodadas começaram em 25 de julho às 14:00. A terceira rodada fora realizada no dia 27 de julho às 12h e a última rodada às 12h55.
| Pos.              | Saltador             | CON            | R1.   | R2.    | R3.    | R4.    | Total  |
| ----------------- | -------------------- | -------------- | ----- | ------ | ------ | ------ | ------ |
| Medalha de ouro   | Constantin Popovici  | Roménia        | 75.60 | 156.60 | 84.60  | 156.00 | 472.80 |
| Medalha de prata  | Cătălin Preda        | Roménia        | 67.20 | 140.40 | 100.80 | 130.05 | 438.45 |
| Medalha de bronze | Gary Hunt            | França         | 57.40 | 132.30 | 93.60  | 143.00 | 426.30 |
| 4                 | Oleksiy Pryhorov     | Ucrânia        | 67.20 | 130.05 | 93.60  | 132.30 | 423.15 |
| 5                 | Aidan Heslop         | Reino Unido    | 74.20 | 79.65  | 91.80  | 167.40 | 413.05 |
| 6                 | Carlos Gimeno        | Espanha        | 75.60 | 117.60 | 75.60  | 127.20 | 396.00 |
| 7                 | James Lichtenstein   | Estados Unidos | 50.40 | 131.60 | 81.00  | 127.20 | 390.20 |
| 8                 | Miguel García Celis  | Colômbia       | 71.40 | 117.30 | 82.80  | 102.90 | 374.40 |
| 9                 | Matt Cooper          | Estados Unidos | 58.80 | 124.95 | 77.40  | 102.00 | 363.15 |
| 10                | Sergio Guzmán        | México         | 67.20 | 112.50 | 72.00  | 109.65 | 361.35 |
| 11                | Jonathan Paredes     | México         | 60.20 | 117.30 | 81.00  | 94.00  | 352.50 |
| 12                | David Colturi        | Estados Unidos | 72.80 | 98.90  | 57.60  | 119.60 | 348.90 |
| 13                | Davide Baraldi       | Itália         | 51.80 | 98.40  | 66.60  | 104.55 | 321.35 |
| 14                | Matthias Appenzeller | Suíça          | 60.20 | 102.90 | 64.80  | 87.40  | 315.30 |
| 15                | Andrea Barnaba       | Itália         | 57.40 | 88.15  | 68.40  | 94.30  | 308.25 |
| 16                | Yolotl Martínez      | México         | 46.20 | 92.00  | 66.60  | 86.10  | 290.90 |
| 17                | Braden Rumpit        | Nova Zelândia  | 46.20 | 83.60  | 61.20  | 78.20  | 269.20 |
| 18                | Manuel Halbisch      | Alemanha       | 46.20 | 66.60  | 62.90  | 70.30  | 246.00 |
| 19                | Michael Foisy        | Canadá         | 28.00 | 85.80  | 61.20  | 61.50  | 236.50 |
| 20                | Kyohei Arata         | Japão          | 33.60 | 68.40  | 61.20  | 59.45  | 222.65 |
| 21                | Jean-David Duval     | Suíça          | 30.80 | 73.80  | 56.10  | 61.50  | 222.20 |
| 22                | Víctor Ortega        | Colômbia       | 42.00 | 79.80  | 56.10  | 43.05  | 220.95 |
| 23                | Choi Byung-hwa       | Coreia do Sul  | 36.40 | 38.00  | 56.10  | 57.00  | 187.50 |